# Податок на марихуану
«Закон про податок на марихуану» (англ. Marihuana Tax Act) був прийнятий Конгресом США 3 серпня 1937 року з ініціативи комісара з наркотиків Г. Анслінгера. Згідно з цим законом, сфера промислового і медичного використання марихуани істотно обмежувалася, і кожен, хто мав намір використовувати її в комерційних цілях, повинен був зареєструватися та сплатити федеральний податок в розмірі $ 1 за унцію (28,35 г). Особа, що використовувала марихуану в інших цілях, повинна була платити збір за незареєстровані операції в розмірі ста доларів за унцію. Порушники піддавалися великим штрафам або тюремну ув'язненню за ухиляння від сплати податків. Контроль за дотриманням закону був доручений Комітету з наркотиків.